# Haptotaxis
A haptotaxis jelensége a sejtek irányított mozgása vagy térbeli növekedésük részjelensége (ld. idegsejtek axonjainak növekedése), melyet a vándorlás/növekedés felszínén elhelyezkedő adhéziós molekulák vagy egyéb kötött kemoattraktánsok változó gradiense irányít. Ilyen gradiensek jelennek meg természetes körülmények között az érképződés folyamán a sejteken kívül elhelyezkedő alapállományban, az ún. extracelluláris mátrixban (ECM) vagy mesterségesen is előállíthatók egy adott polimeren, mint hordozón elhelyezkedő adhéziós molekulák koncentráció gradiensének változtatásával (ld. a szervezetbe ültetett anyagokat, például érpótlások, mesterséges ízületek).